# Visnagar
Visnagar är en ort i Indien.   Den ligger i distriktet Mahesāna och delstaten Gujarat, i den västra delen av landet, 700 km sydväst om huvudstaden New Delhi. Visnagar ligger 136 meter över havet och antalet invånare är 68 619.
Terrängen runt Visnagar är platt. Runt Visnagar är det tätbefolkat, med 383 invånare per kvadratkilometer. Visnagar är det största samhället i trakten. Trakten runt Visnagar består till största delen av jordbruksmark.